# Mistrzostwa Świata w Narciarstwie Klasycznym 2025
Mistrzostwa Świata w Narciarstwie Klasycznym 2025 – zawody sportowe, które odbywały się od 26 lutego do 9 marca 2025 w Trondheim.
Trondheim było jedyną kandydaturą do zorganizowania Mistrzostw Świata w Narciarstwie Klasycznym 2025. Norweska miejscowość gościła wcześniej Mistrzostwa Świata w Narciarstwie Klasycznym 1997.
Decyzja o wyborze miasta, które zorganizuje mistrzostwa, została ogłoszona 3 października 2020 na jesiennym zebraniu online Rady FIS.

## Zestawienie medalistów

### Biegi narciarskie
| Konkurencja                           | Data      | Złoto                                                                                             | Srebro                                                                              | Brąz                                                                  |
| Mężczyźni                             | Mężczyźni | Mężczyźni                                                                                         | Mężczyźni                                                                           | Mężczyźni                                                             |
| ------------------------------------- | --------- | ------------------------------------------------------------------------------------------------- | ----------------------------------------------------------------------------------- | --------------------------------------------------------------------- |
| sprint techniką dowolną               | 27 lutego | Johannes Høsflot Klæbo                                                                            | Federico Pellegrino                                                                 | Lauri Vuorinen                                                        |
| bieg łączony na 20 km                 | 1 marca   | Johannes Høsflot Klæbo                                                                            | Martin Løwstrøm Nyenget                                                             | Harald Østberg Amundsen                                               |
| bieg na 10 km techniką klasyczną      | 4 marca   | Johannes Høsflot Klæbo                                                                            | Erik Valnes                                                                         | Harald Østberg Amundsen                                               |
| sprint drużynowy techniką klasyczną   | 5 marca   | Norwegia Erik Valnes · Johannes Høsflot Klæbo                                                     | Finlandia Ristomatti Hakola · Lauri Vuorinen                                        | Szwecja Oskar Svensson · Edvin Anger                                  |
| sztafeta 4 × 7,5 km                   | 6 marca   | Norwegia Erik Valnes · Martin Løwstrøm Nyenget · Harald Østberg Amundsen · Johannes Høsflot Klæbo | Szwajcaria Cyril Fähndrich · Jonas Baumann · Jason Rüesch · Valerio Grond           | Szwecja Truls Gisselman · William Poromaa · Jens Burman · Edvin Anger |
| bieg masowy na 50 km techniką dowolną | 8 marca   | Johannes Høsflot Klæbo                                                                            | William Poromaa                                                                     | Simen Hedstad Krüger                                                  |
| Kobiety                               |           |                                                                                                   |                                                                                     |                                                                       |
| sprint techniką dowolną               | 27 lutego | Jonna Sundling                                                                                    | Kristine Stavås Skistad                                                             | Nadine Fähndrich                                                      |
| bieg łączony na 20 km                 | 2 marca   | Ebba Andersson                                                                                    | Therese Johaug                                                                      | Jonna Sundling                                                        |
| bieg na 10 km techniką klasyczną      | 4 marca   | Ebba Andersson                                                                                    | Therese Johaug                                                                      | Frida Karlsson                                                        |
| sprint drużynowy techniką klasyczną   | 5 marca   | Szwecja Jonna Sundling · Maja Dahlqvist                                                           | Stany Zjednoczone Jessie Diggins · Julia Kern                                       | Szwajcaria Anja Weber · Nadine Fähndrich                              |
| sztafeta 4 × 7,5 km                   | 7 marca   | Szwecja Emma Ribom · Frida Karlsson · Ebba Andersson · Jonna Sundling                             | Norwegia Heidi Weng · Astrid Øyre Slind · Therese Johaug · Kristin Austgulen Fosnæs | Niemcy Pia Fink · Katharina Hennig · Helen Hoffmann · Victoria Carl   |
| bieg masowy na 50 km techniką dowolną | 9 marca   | Frida Karlsson                                                                                    | Heidi Weng                                                                          | Therese Johaug                                                        |

### Kombinacja norweska
| Konkurencja                                                        | Data      | Złoto                                                                                     | Srebro                                                                         | Brąz                                                                             |
| Mężczyźni                                                          | Mężczyźni | Mężczyźni                                                                                 | Mężczyźni                                                                      | Mężczyźni                                                                        |
| ------------------------------------------------------------------ | --------- | ----------------------------------------------------------------------------------------- | ------------------------------------------------------------------------------ | -------------------------------------------------------------------------------- |
| konkurs indywidualny (kompakt) – skocznia HS102, bieg na 7,5 km    | 1 marca   | Jarl Magnus Riiber                                                                        | Jens Lurås Oftebro                                                             | Vinzenz Geiger                                                                   |
| konkurs drużynowy – skocznia HS138, bieg 4 × 5 km                  | 7 marca   | Niemcy Johannes Rydzek · Wendelin Thannheimer · Julian Schmid · Vinzenz Geiger            | Austria Johannes Lamparter · Franz-Josef Rehrl · Martin Fritz · Fabio Obermeyr | Norwegia Simen Tiller · Jørgen Graabak · Jens Lurås Oftebro · Jarl Magnus Riiber |
| konkurs indywidualny – skocznia HS138, bieg na 10 km               | 8 marca   | Jarl Magnus Riiber                                                                        | Jørgen Graabak                                                                 | Vinzenz Geiger                                                                   |
| Kobiety                                                            |           |                                                                                           |                                                                                |                                                                                  |
| konkurs indywidualny (start masowy) – skocznia HS102, bieg na 5 km | 27 lutego | Yuna Kasai                                                                                | Gyda Westvold Hansen                                                           | Haruka Kasai                                                                     |
| konkurs indywidualny – skocznia HS102, bieg na 5 km                | 2 marca   | Gyda Westvold Hansen                                                                      | Ida Marie Hagen                                                                | Lisa Hirner                                                                      |
| Miksty                                                             |           |                                                                                           |                                                                                |                                                                                  |
| konkurs mikstów – skocznia HS-102, bieg 4 × 5 km                   | 28 lutego | Norwegia Jens Lurås Oftebro · Gyda Westvold Hansen · Ida Marie Hagen · Jarl Magnus Riiber | Niemcy Julian Schmid · Jenny Nowak · Nathalie Armbruster · Vinzenz Geiger      | Austria Stefan Rettenegger · Claudia Purker · Lisa Hirner · Johannes Lamparter   |

### Skoki narciarskie
| Konkurencja                              | Data      | Złoto                                                                                                | Srebro                                                                            | Brąz                                                                                        |
| Kobiety                                  | Kobiety   | Kobiety                                                                                              | Kobiety                                                                           | Kobiety                                                                                     |
| ---------------------------------------- | --------- | --- | --------------------------------------------------------------------------------- | ------------------------------------------------------------------------------------------- |
| konkurs indywidualny – skocznia normalna | 28 lutego | Nika Prevc                                                                                           | Selina Freitag                                                                    | Anna Odine Strøm                                                                            |
| konkurs drużynowy – skocznia normalna    | 1 marca   | Norwegia Ingvild Synnøve Midtskogen · Heidi Dyhre Traaserud · Eirin Maria Kvandal · Anna Odine Strøm | Austria Lisa Eder · Julia Mühlbacher · Jacqueline Seifriedsberger · Eva Pinkelnig | Niemcy Juliane Seyfarth · Katharina Schmid · Selina Freitag · Agnes Reisch                  |
| konkurs indywidualny – skocznia duża     | 7 marca   | Nika Prevc                                                                                           | Selina Freitag                                                                    | Eirin Maria Kvandal                                                                         |
| Mężczyźni                                |           | |                                                                                   |                                                                                             |
| konkurs indywidualny – skocznia normalna | 2 marca   | Marius Lindvik                                                                                       | Andreas Wellinger                                                                 | Jan Hörl                                                                                    |
| konkurs drużynowy – skocznia duża        | 6 marca   | Słowenia Lovro Kos · Domen Prevc · Timi Zajc · Anže Lanišek                                          | Austria Daniel Tschofenig · Maximilian Ortner · Stefan Kraft · Jan Hörl           | Norwegia Johann André Forfang · Robin Pedersen · Kristoffer Eriksen Sundal · Marius Lindvik |
| konkurs indywidualny – skocznia duża     | 8 marca   | Domen Prevc                                                                                          | Jan Hörl                                                                          | Ryōyū Kobayashi                                                                             |
| Miksty                                   |           | |                                                                                   |                                                                                             |
| konkurs mikstów – skocznia duża          | 5 marca   | Norwegia Anna Odine Strøm · Marius Lindvik · Eirin Maria Kvandal · Johann André Forfang              | Słowenia Ema Klinec · Domen Prevc · Nika Prevc · Anže Lanišek                     | Austria Eva Pinkelnig · Stefan Kraft · Jacqueline Seifriedsberger · Jan Hörl                |

## Klasyfikacja medalowa
| Miejsce | Państwo           | Gold | Silver | Bronze | Razem |
| ------- | ----------------- | ---- | ------ | ------ | ----- |
| 1.      | Norwegia          | 13   | 11     | 8      | 32    |
| 2.      | Szwecja           | 6    | 1      | 4      | 11    |
| 3.      | Słowenia          | 4    | 1      | 0      | 5     |
| 4.      | Niemcy            | 1    | 4      | 4      | 9     |
| 5.      | Japonia           | 1    | 0      | 2      | 3     |
| 6.      | Austria           | 0    | 4      | 4      | 8     |
| 7.      | Szwajcaria        | 0    | 1      | 2      | 3     |
| 8.      | Finlandia         | 0    | 1      | 1      | 2     |
| 9.      | Włochy            | 0    | 1      | 0      | 1     |
| 9.      | Stany Zjednoczone | 0    | 1      | 0      | 1     |

## Skandal z kombinezonami
W czasie mistrzostw świata w Trondheim ujawniono skandal dotyczący kombinezonów norweskich skoczków narciarskich. Przed zawodami na dużej skoczni, dziennikarz sport.pl Jakub Balcerski opublikował nagrania, z których wynikało, że sztab reprezentacji Norwegii przyszywał chipy FIS do niesprawdzonych kombinezonów. Po ujawnieniu nagrań, reprezentacje Polski, Austrii i Słowenii złożyły oficjalny protest do FIS, jednak został on odrzucony. Podobny krok uczynili Niemcy.
W konkursie na skoczni HS138 najlepszym z Norwegów okazał się Marius Lindvik, przegrywając walkę o złoty medal z Domenem Prevcem o 4,7 punktu. Po zawodach, zarówno Lindvik, jak i piąty Johann André Forfang zostali wezwani na kontrolę. W jej trakcie okazało się, że doszło do manipulacji przy kombinezonach, wskutek czego obaj Norwegowie zostali zdyskwalifikowani przez FIS. 
Wykluczenie skoczków odbiło się szerokim echem. Adam Małysz, prezes Polskiego Związku Narciarskiego uznał to zdarzenie za niesportowe zachowanie. Trener Austriaków Andreas Widhölzl stwierdził, że mieliśmy do czynienia z oczywistym oszustwem. Odpowiedzialność postanowił wziąć na siebie Jan-Erik Aalbu, dyrektor sportowy norweskiej kadry skoczków. Dzień później Aalbu przyznał na konferencji prasowej, że doszło do oszustwa. Johann André Forfang i Marius Lindvik przyznali w oświadczeniu prasowym, że nie byli świadomi tego, że skaczą w kombinezonach, które są efektem łamania przepisów.
Efektem ujawnionego skandalu było zawieszenie trenera Magnusa Breviga i specjalisty Adriana Liveltena przez Norweski Związek Narciarski. Później zawieszony został Thomas Lobben, asystent Breviga. Z funkcji szefowej komisji ds. skoków zrezygnowała Stine Korsen. Ze sposoringu zrezygnowała firma Help, natomiast Nammo wycofała swoje logo z elementów strojów i kasków skoczków do momentu ujawnienia wszystkich faktów dotyczących sprawy z kombinezonami. W kolejnych dniach, śladami Help poszła również Toyota. 
Pierwotnie do Raw Air 2025 zgłoszono Mariusa Lindvika i Johanna André Forfanga. Ostatecznie FIS postanowił, że na czas śledztwa w sprawie manipulacji kombinezonami obaj skoczkowie zostaną zawieszeni wraz z trzema działaczami. W późniejszym czasie, Międzynarodowa Federacja Narciarska poinformowała o wykryciu kolejnych nieprawidłowości w kombinezonach, przez co do grona zawieszonych zawodników dołączyli Robert Johansson, Robin Pedersen i Kristoffer Eriksen Sundal.